# عمود تدوير

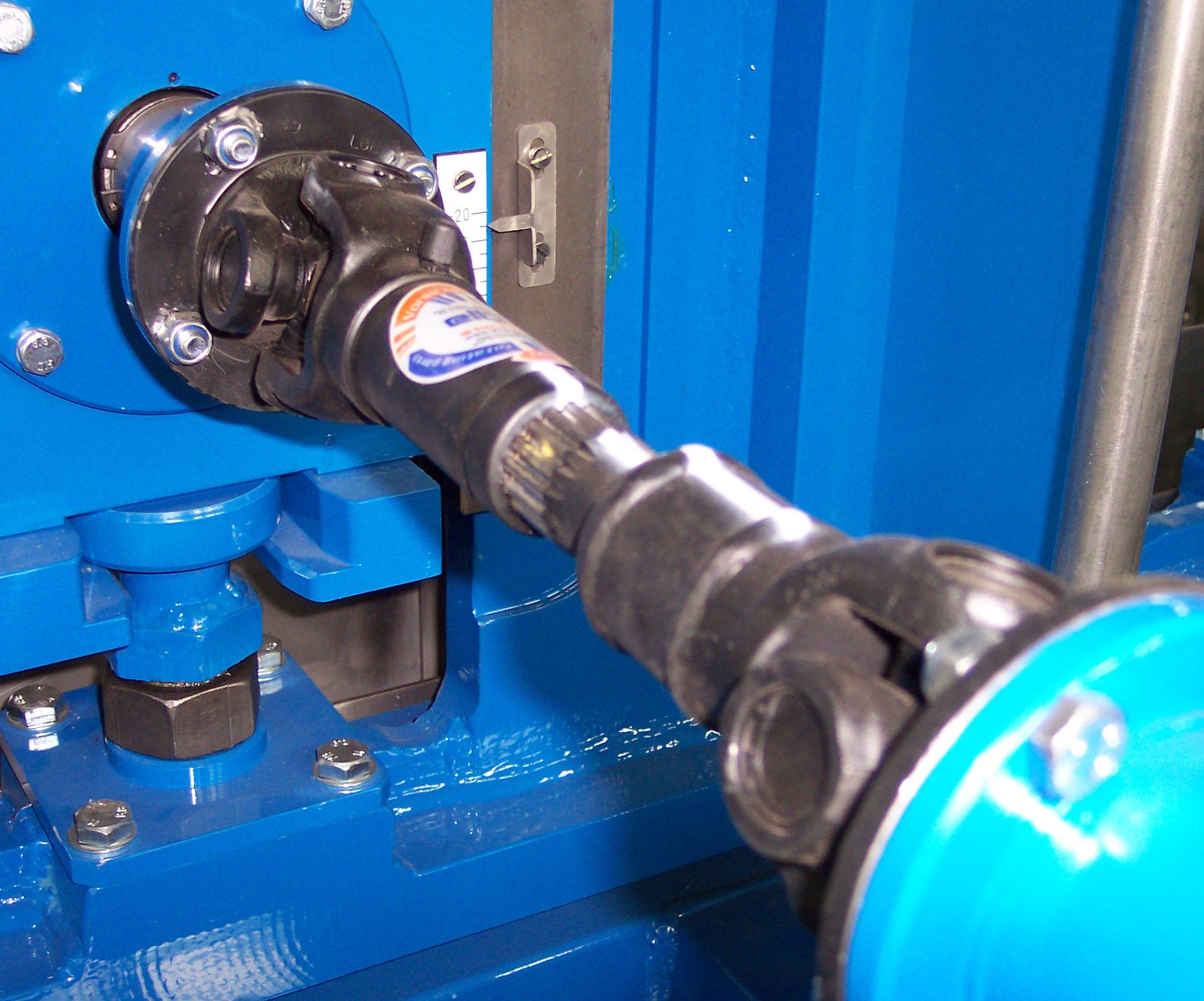
عمود إدارة مع مفاصل في كل نهاية وشريحة في الوسط

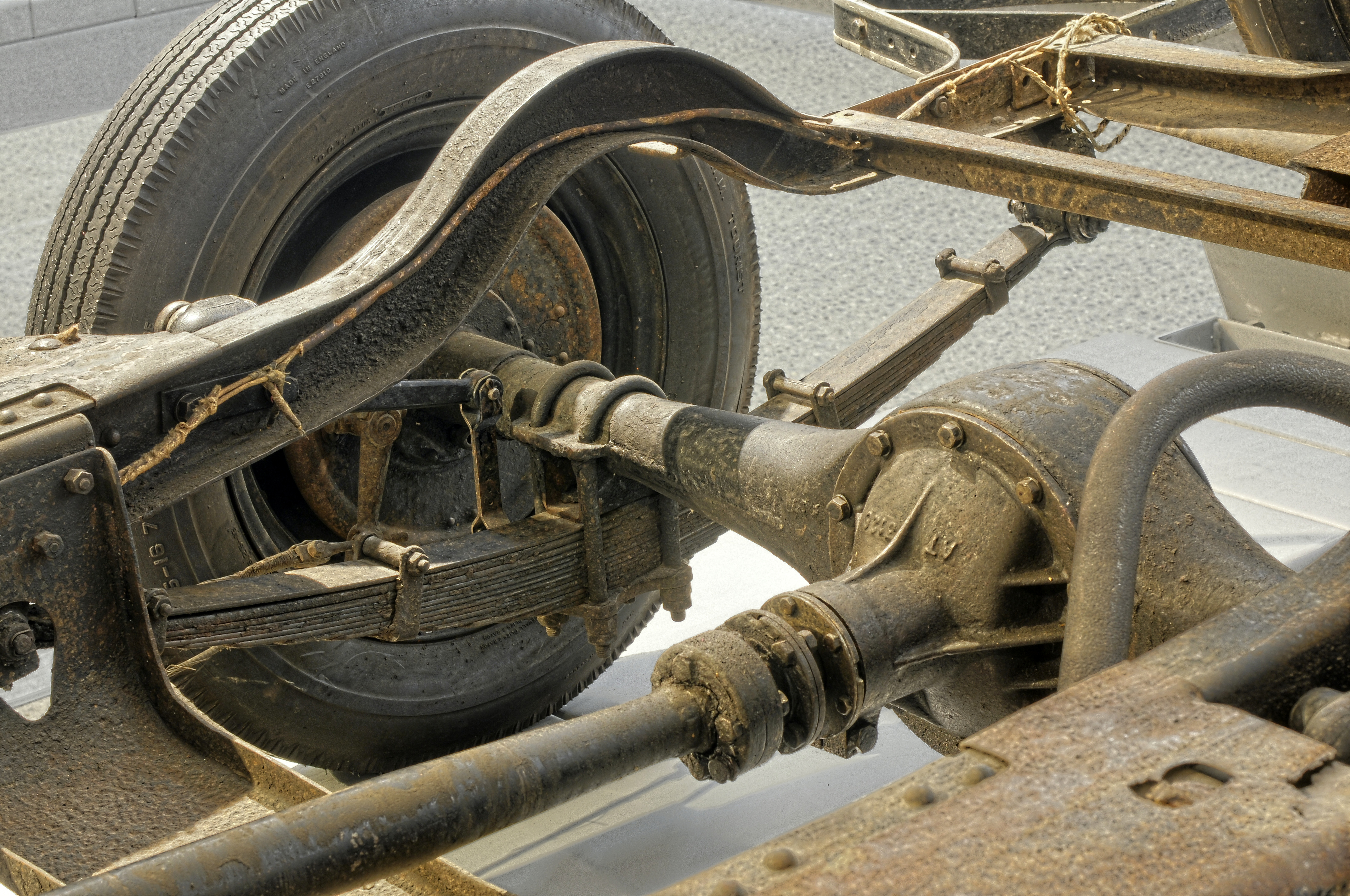
شكودا 422 المحور الخلفي والتعليق ورمح حملة على الشاشة في متحف شكودا سكودا أوتو 422 rear axle, suspension and drive shaft on display at the Škoda Museum

عمود التدوير أو الإدارة أو الذيل أو المروحة أو الدفع هو مكون مكني لنقل عزم الدوران والتدوير. يستخدم لتوصيل المكونات الأُخَر من مجموعة القيادة التي لا يمكن توصيلها مباشرة بسبب المسافة أو الحاجة للسماح للحركة النسبية بينهما.